# Sudamericano de Canotaje 2012
El campeonato Sudamericano de Canotaje 2012, se realizó en la ciudad de Río de Janeiro, Brasil y fue clasificatorio para los Juegos Olímpicos de Londres 2012. El campeón fue Argentina.

## Medallero General
Contiene todas las medallas obtenidas en todas las categorías (SUB-23, Cadete, Junior y Senior)
| Núm. | País      | Oro | Plata | Bronce | Total |
| ---- | --------- | --- | ----- | ------ | ----- |
| 1º   | Argentina | 41  | 14    | 13     | 68    |
| 2º   | Brasil    | 21  | 21    | 25     | 67    |
| 3º   | Venezuela | 6   | 8     | 7      | 21    |
| 4º   | Colombia  | 5   | 6     | 8      | 19    |
| 5º   | Ecuador   | 5   | 5     | 1      | 11    |
| 6º   | Chile     | 4   | 15    | 9      | 28    |
| 7º   | Uruguay   | 0   | 12    | 8      | 20    |

- Datos: Q6135115